# فلافيو فيريرا
فلافيو فيريرا (بالبرتغالية: Flávio Nunes Ferreira‏) هو لاعب كرة قدم برتغالي في مركز الوسط، ولد في 19 أكتوبر 1991 في أوليفيرا دو هوسبتل في البرتغال. شارك مع منتخب البرتغال تحت 16 سنة لكرة القدم ومنتخب البرتغال تحت 18 سنة لكرة القدم. أما مع النوادي، فقد لعب مع نادي أكاديميكا كويمبرا ونادي مالقا.

## وصلات خارجية
- فلافيو فيريرا على موقع قاعدة بيانات كرة القدم.إي يو (الإنجليزية)
- فلافيو فيريرا على موقع Soccerbase.com (لاعب) (الإنجليزية)
- فلافيو فيريرا على موقع Soccerway.com (الإنجليزية)
- فلافيو فيريرا على موقع عالم كرة القدم.نت (الإنجليزية)
- فلافيو فيريرا على موقع AS.com (الإسبانية)